# Fabjan Lukas
Fabjan Lukas, jedan od učesnika u prvoj Hajdukovoj utakmici u nedjelju na Uskrs 16. travnja 1911. Nastupio je za B momčad. 
Kasnije se povlači iz nogometa, pa nije na popisu igrača Hajduka.